# Kanał Nikaraguański
Kanał Nikaraguański (hiszp. Canal de Nicaragua) – potoczna nazwa na kanał planowany w ramach porzuconego, hongkońskiego konceptu Nicaraguan Canal and Development Project.

## Poprzednie plany
W przeszłości Brytyjczycy dążyli do opanowania wybrzeża Atlantyku i planowali otworzyć w tym kraju kanał, który połączy Ocean Atlantycki z Pacyfikiem, plany te jednak nie powiodły się, a kanał ostatecznie został zbudowany w Panamie w 1914 roku.
Również wśród polityków amerykańskich, takich jak Henry Cabot Lodge, pojawiały się głosy, że jego budowa byłaby zabezpieczeniem amerykańskiej racji stanu.

## Hongkoński plan
W 2013 roku, hongkoński biznesmen i potentat telekomunikacyjny, Wang Jing, zaproponował budowę Wielkiego Kanału Nikaraguańskiego, który miałby być szerszy i głębszy od położonego bardziej na południu Kanału Panamskiego. 
Podzieloną na pół Nikaraguę miałby łączyć tylko jeden most, a realizacja projektu wymagałaby przesiedlenie 30 tysięcy ludzi.
Pierwsze prace rozpoczęto w 2014 i w większości zostały wstrzymane w 2018 roku w związku z licznymi zastrzeżeniami dotyczącymi potencjalnego wpływu na środowisko oraz utratą finansowania ze strony Wanga, który stracił około 85% majątku w wyniku krachu giełdowego w Chinach w 2015 roku. 
Koszty projektu pierwotnie wyceniono na 50 miliardów dolarów amerykańskich. 